# Teresa Olczak
Teresa Barbara Olczak – polska biochemik, dr hab. nauk biologicznych, profesor zwyczajny i kierownik Pracowni Biologii Medycznej Wydziału Biotechnologii Uniwersytetu Wrocławskiego.

## Życiorys
W 1991 ukończyła studia w zakresie analityki medycznej w Akademii Medycznej im. Piastów Śląskich, 12 lutego 1999 obroniła pracę doktorską Białko Tamma-Horsfalla w stanach fizjologicznych i w wybranych chorobach człowieka, 21 czerwca 2007 habilitowała się na podstawie pracy zatytułowanej Mechanizmy i regulacja przyswajania żelaza i hemu przez bakterie Porphyromonas gingivalis. 5 czerwca 2014 nadano jej tytuł profesora w zakresie nauk biologicznych.
Objęła funkcję profesora zwyczajnego oraz kierownika w Pracowni Biologii Medycznej na Wydziale Biotechnologii Uniwersytetu Wrocławskiego.